# Бриз (Илиноис)
Бриз (енгл. Breese) град је у америчкој савезној држави Илиноис. По попису становништва из 2010. у њему је живело 4.442 становника.

## Демографија
Према попису становништва из 2010. у граду је живело 4.442 становника, што је 394 (9,7%) становника више него 2000. године.
| Група             | 2000.         | 2010.         |
| Белци             | 3.961 (97,9%) | 4.281 (96,4%) |
| Афроамериканци    | 4 (0,1%)      | 8 (0,2%)      |
| Азијати           | 14 (0,3%)     | 17 (0,4%)     |
| Хиспаноамериканци | 52 (1,3%)     | 105 (2,4%)    |
| Укупно            | 4.048         | 4.442         |